# 9590 Hyria
A 9590 Hyria (ideiglenes jelölése 1991 DK1) egy kisbolygó a Naprendszerben. A Spacewatch program keretében fedezték fel 1991. február 21-én.